# Esterházy Mátyás (labdarúgó)
Esterházy Mátyás (Budapest, 1988. január 29. –) magyar futball-menedzser, korábbi labdarúgó, posztja kapus. Nagybátyja Esterházy Márton, labdarúgó, valamint Esterházy Péter Kossuth-díjas író. A főnemesi Esterházy család leszármazottja, dédapja Esterházy Móric, korábbi magyar miniszterelnök (1917.).

## Pályafutása
Pályafutását a BVSC utánpótláscsapataiban kezdte, 1997-ben. Első NB2-es mérkőzését, a Budafok csapatában, 2006-ban játszotta. Az NB1-ben 2006-ban mutatkozott be a Kecskemét játékosaként, a Kaposvár ellenében, de a bemutatkozása nem sikerült túl jól, mivel csapata 3-0-s vereséget szenvedett. A 2008-2009-es szezont a REAC játékosaként játszotta, ezalatt 9 mérkőzést játszott az NB1-ben. A szezon végén lejáró szerződését, nem újították meg, így szabadon igazolhatóvá vált. 2010 februárjában a Lincoln City-nél volt próbajátékon, pályára is lépett a Newcastle elleni tartalék mérkőzésen, de nem igazolták le. Két hónappal később az Újpest ajánlott neki szerződést Balajcza Szabolcs betegsége és Horváth Tamás eltiltása miatt, amit elfogadott. Újpesten csak a "B" csapatban lépett pályára 5 alkalommal. Szerződése a szezon lejártáig június 30-ig szólt.